# Harry Jerome

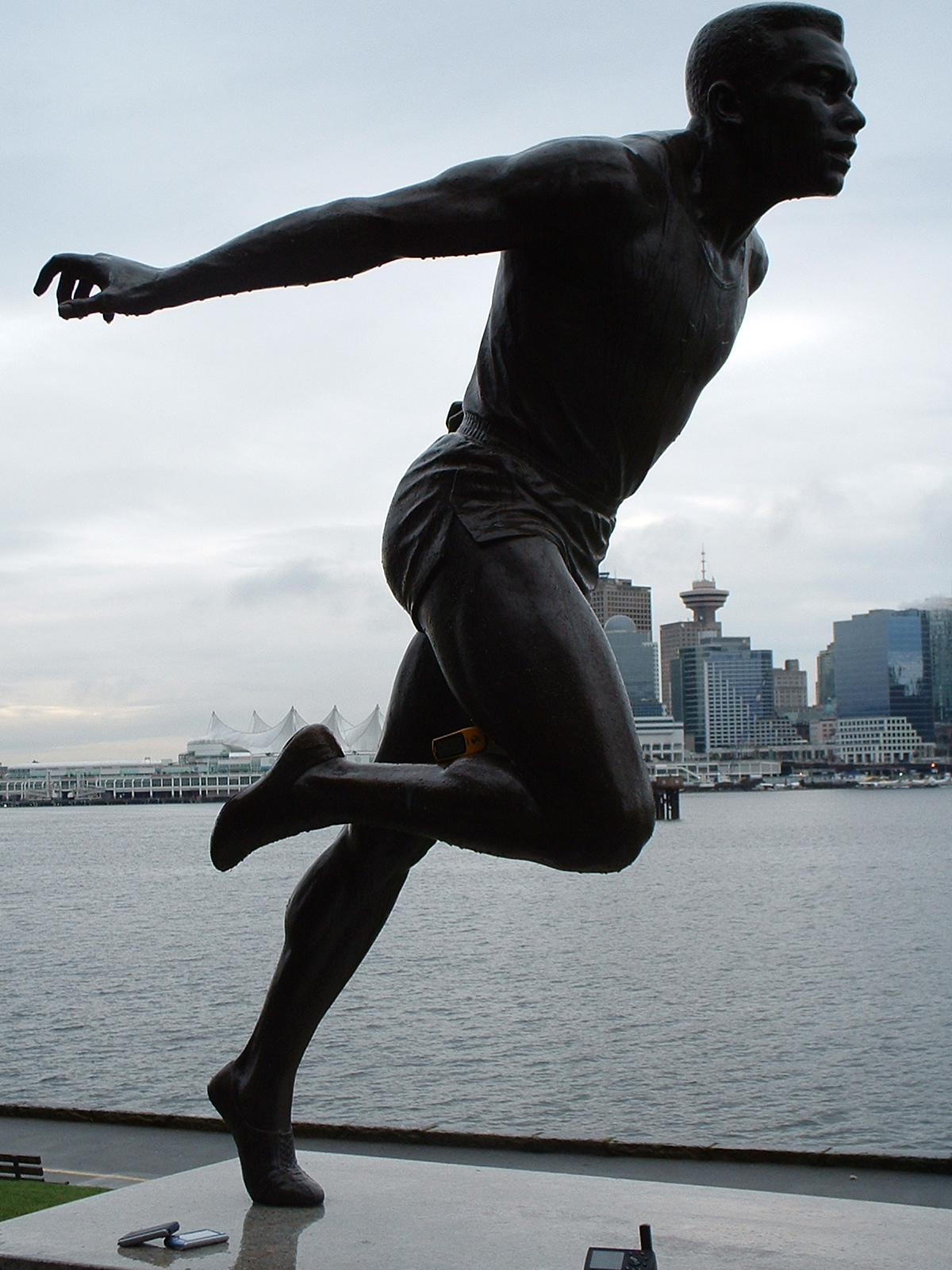
Statue im Stanley Park, Vancouver

Harry Jerome (Harry Winston Jerome; * 30. September 1940 in Prince Albert, Saskatchewan; † 7. Dezember 1982) war ein kanadischer Sprinter, der in den 1960er Jahren erfolgreich war. Der Sohn eines Weichenstellers und 13-fache kanadische Meister war 1960, 1964 und 1968 Mitglied der kanadischen Olympiamannschaft, konnte aber nur 1964 eine Medaille erringen.
Jerome war der zweite 10,0-Sekunden-Läufer nach dem Deutschen Armin Hary. Er war 1,78 m groß und wog 73 kg. Seine Schwester Valerie Jerome war ebenfalls als Sprinterin erfolgreich.

## Leistungen
- 15. Juli 1960 in Saskatoon: Harry Jerome stellt den 100-m-Weltrekord von Armin Hary ein (10,0 s)
- Olympische Spiele
  - Bei den Olympischen Spielen 1960 in Rom scheidet Harry Jerome im Halbfinale mit einem Muskelkrampf aus.
  - Bei den Olympischen Spielen 1964 in Tokio gewinnt er in 10,27 s die Bronzemedaille hinter dem US-Amerikaner Bob Hayes (Gold) und dem Kubaner Enrique Figuerola (Silber). Über 200 m wird er in 20,79 s Vierter.
  - Bei den Olympischen Sommerspielen 1968 in Mexiko-Stadt ist er mit 10,20 s 0,07 s schneller als vier Jahre vorher in Tokio, jedoch reicht diese Leistung nur für Platz 7.
- British Empire and Commonwealth Games
  - 1962 in Perth wird Jerome über 100 yds in 10,0 s Sechster.
  - 1966 in Kingston gewinnt er in 9,41 s über 100 yds die Goldmedaille vor dem Bahamaer Tom Robinson (Silber) und Edwin Roberts (Bronze) aus Trinidad und Tobago. Über 220 yds wird er in 21,4 s Siebter.
- Universiade 1965 in Budapest: Harry Jerome gewinnt über 100 m in 10,2 s die Bronzemedaille. Ein Rückenwind von 5 m/s wird gemessen.
- Panamerikanische Spiele 1967 in Winnipeg: Harry Jerome gewinnt in 10,27 s Gold über 100 m (Wind: 3,3 m/s).
- NCAA-Meisterschaften (Oregon)
  - 1962: 220 yds (20,8 s)
  - 1964: 100 yds (9,3 s)
- Kanadische Meisterschaften
  - 1959: 100 und 200 m (10,4/21,8 s)
  - 1960: 100 und 200 m (10,0/21,2 s)
  - 1962: 100 und 220 yds (9,4/21,3 s)
  - 1964: 100 und 200 m (10,6/22,0 s)
  - 1966: 100 und 220 yds (9,1/20,4 s)
  - 1968: 100 und 200 m (10,3/21,0 s)
  - 1969; 100 m (10,5 s)

## Trivia
- Im Jahr 2010 erschien der Dokumentarfilm Mighty Jerome über sein Leben.[1]
- Am 30. September 2019 zu seinem 79. Geburtstag wurde Jeromes mit einem Google Doodle geehrt.[2]